# Ormosia polita
Ormosia polita é uma espécie vegetal da família Fabaceae.
Apenas pode ser encontrada na Malásia.
Está ameaçada por perda de habitat.